# Palacio de la Cultura y la Ciencia
El Palacio de la Cultura y la Ciencia (en polaco: Pałac Kultury i Nauki, abreviado como PKiN) es un edificio situado en Varsovia, es uno de los edificios más alto de la ciudad, de Polonia y el 7.º de la Unión Europea con 237 metros de altura.
Originalmente conocido como el Palacio de Iósif Stalin de Cultura y Ciencia, para más tarde, en la desestalinización quitarle ese nombre. Se utiliza como centro de exposiciones y complejo de oficinas.

## Historia

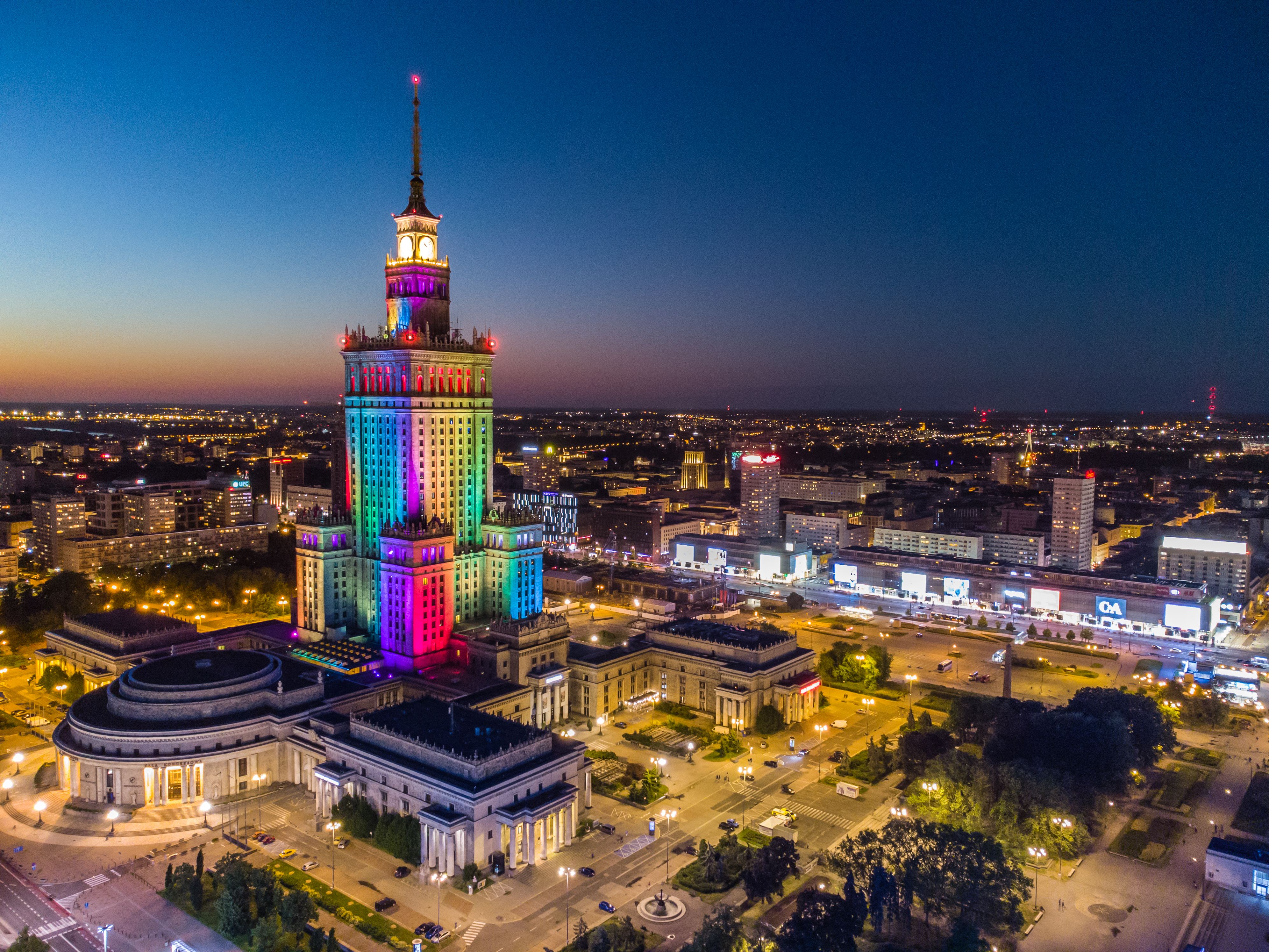
Palacio por la noche.

La construcción comenzó en 1952 y fue acabada en 1955. Un regalo de la URSS a Polonia. Trabajaron en ella 3500 personas, de las cuales 16 fallecieron en tareas de construcción. La arquitectura del edificio está muy ligada a otros rascacielos construidos en la URSS durante la misma época, en especial con la Universidad de Moscú. Sin embargo, el arquitecto principal, Lev Rúdnev, incorporó algunos detalles arquitectónicos, fruto de ir viajando por toda Polonia y observar su arquitectura. Las paredes monumentales están encabezadas con pedazos de mampostería copiados de casas renacentistas y palacios de Cracovia y Zamość.
El edificio fue polémico desde sus inicios. Algunos polacos odiaban el edificio, por ser un símbolo de los soviéticos, incluso llegando a proponer su derribo para construir un parque con un estanque. Aunque actualmente su simbolismo negativo ha disminuido, siendo proclamado símbolo de Varsovia y patrimonio nacional polaco.